# Pescaggio

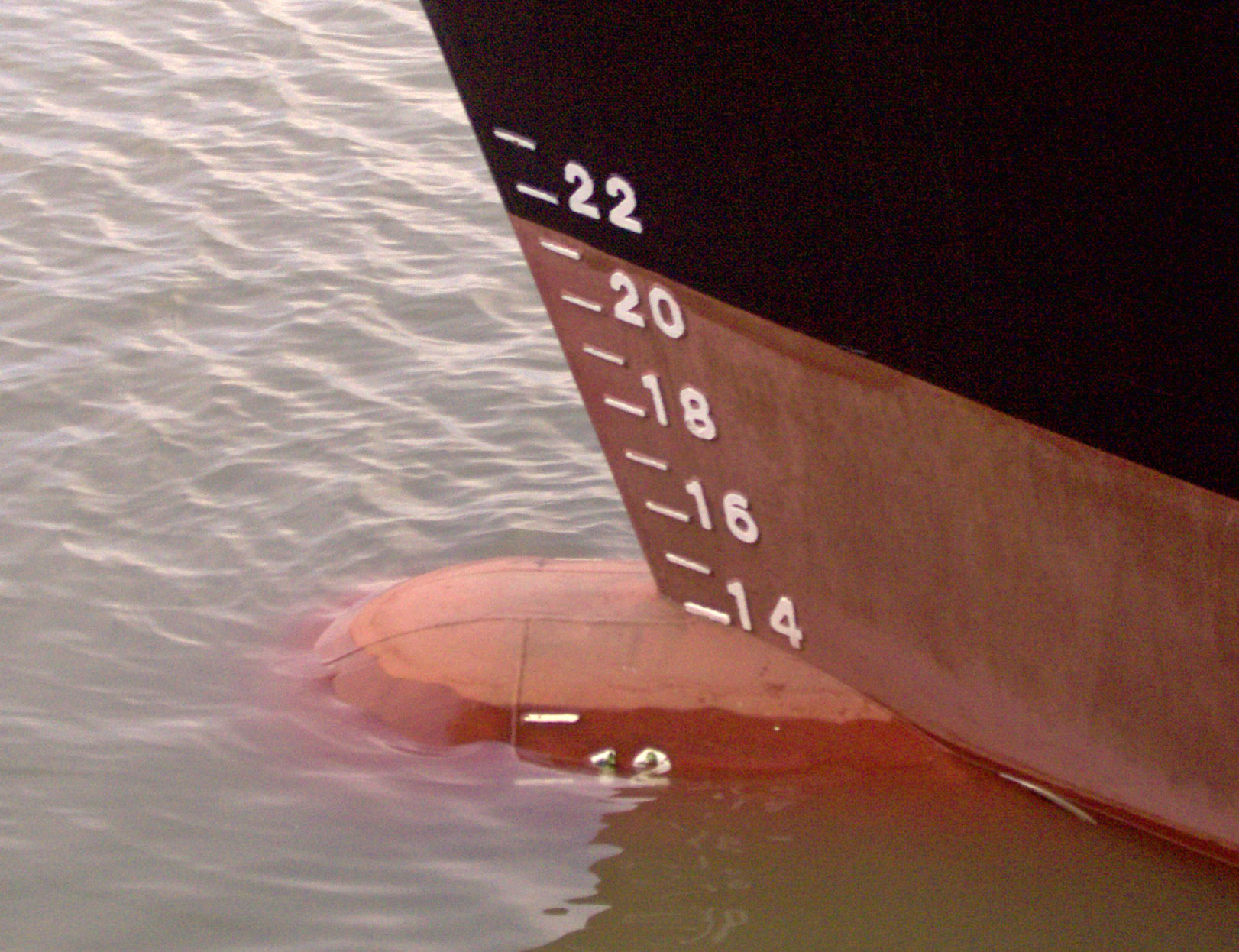
Indicazione del pescaggio sulla prua di una nave: la scala graduata indica (generalmente in piedi) l'altezza della parte di scafo immersa, corrispondente al valore della scala sulla corrente linea di galleggiamento

In un galleggiante, il pescaggio è l'altezza della parte che rimane immersa nell'acqua e che intercorre quindi tra la linea di galleggiamento ed il punto inferiore estremo della chiglia. 
Nelle imbarcazioni da carico, il pescaggio varia in relazione al peso imbarcato, poiché aumenta al crescere di questo, influenzando quindi la possibilità di navigare o meno a seconda della profondità del fondale di transito. L'accesso ai porti, ad esempio, è in genere condizionato al pescaggio massimo dell'imbarcazione. Il valore del pescaggio massimo di solito viene calcolato pari alla dimensione della parte sommersa moltiplicata per un fattore correttivo pari a radice quadrata di 2.
Coerentemente con il principio di Archimede, il peso del volume d'acqua compreso nel solido idealmente costituito dalla parte immersa corrisponde sommariamente al peso totale dell'imbarcazione.
Le navi d'epoca antica avevano un pescaggio molto modesto (malgrado i problemi di scarroccio che questo comportava nella navigazione a vela), che rimase piuttosto scarso anche in età moderna, raramente un mercantile, fino alla fine del XVII secolo aveva un pescaggio superiore ai 3 o 5 metri, ed anche i vascelli, che erano le imbarcazioni di maggior dislocamento nella navigazione velica, raramente pesavano più di 8 o 9 metri. Questo rese possibile che grandi ed importanti porti fossero situati in lagune, bassifondi, fiumi o baie sabbiose. Oggi invece le imbarcazioni portacontainer possono eccedere i 21 metri, ed alcune super petroliere superano i 24 metri, e questo ha reso buona parte degli antichi porti mercantili impraticabili per loro.
Per questo le grandi navi passeggeri spesso tendono a restare entro la 10 di metri di pescaggio, per poter navigare anche verso sorgitori, mete turistiche, con porti di profondità normale.